# Henrik Sledorn
Henrik Sledorn, född under andra hälften av 1400-talet, död före 7 april 1532, var en svensk präst och ämbetsman.
Henrik Sledorn var möjligen son till borgmästaren i Stockholm Hans Sledorn. Han inskrevs 1505 vid Leipzigs universitet, där han 1508 tog magistergraden under den högt ansedde Virgilius Wellendorffer, med vilken han senare upprätthöll förbindelse. 1509 var han lärare i Uppsala, senare även kanik vid domkyrkan där. Han skall enligt en av Peder Swart förmedlad obestyrkt uppgift ha undervisat den unge Gustav Vasa. Senare återfinns Sledorn bland Gustaf Trolles anhängare. Han deltog 1515 i en beskickning till Rom för att utverka påvens konfirmation på Trolles val till ärkebiskop och 1520 var han Trolles kansler. Trots det lyckades han 1523 försona sig med Gustav Vasa och bli dennes medhjälpare och förtrogne. Hans verksamhet före 1529 är inte känd. Möjligen är han identisk med den mäster Henrik, som representerade Uppsala domkapitel på reformationsriksdagen i Västerås 1527. I handlingar från åren 1529–1531 påträffas han som Gustav Vasas kansler och utnyttjades av denne bland annat till att granska och uppbära olika räkenskaper. 1531 lämnade han kungens tjänst. Att avskedet inte hade samband med att han föll i onåd visas av att han i samband med det erhöll rika förläningar. Han deltog även på herremötet i Örebro, där han uppträdde som riksråd.